# احمدية (القطن)

تعديل مصدري - تعديل

احمدية هي إحدى قرى عزلة القطن بمديرية القطن التابعة لمحافظة حضرموت، بلغ تعداد سكانها 387 نسمة حسب تعداد اليمن لعام 2004.